# Da Passano (Familie)
Die Adelsfamilie da Passano hat ihre Wurzeln an der ligurischen Riviera di Levante. Ihr Name ist mit ihrem Hauptbesitz, der Burg von Passano in der Nähe von Deiva Marina in der Provinz La Spezia, verbunden.

## Geschichte
Ihr ältester bekannter Vertreter ist Manfredo, der 983 von Kaiser Otto II. von Sachsen ein Lehen erhielt.
Gegen Ende des 10. Jahrhunderts festigten die da Passano ihre Herrschaft über Besitztümer sowohl an der Küste, in den Dörfern Moneglia, Framura und Levanto, als auch in den Tälern im Landesinneren, in den Dörfern Castelnuovo di Salino, Carrodano und Mattarana. Die Da Passano konnten ihre wirtschaftlichen Ressourcen aus der lokalen Landwirtschaft, der Wein- und Ölproduktion, den großen Kastanienwäldern und dem Handel sowie aus den Zöllen auf den Personen- und Warentransport beziehen.
Im Jahr 1098, anlässlich des ersten Kreuzzuges, nahm Oberto da Passano als Kommandant eines genuesischen Flottenverbandes, an der Eroberung von Antiochia teil und fand in Myra die sterblichen Überreste des Heiligen Johannes des Täufers, die er nach Genua brachte.
Die Expansion der Republik Genua in Richtung Levante zwang sie, ihre wichtigsten Besitzungen zwischen dem 12. und 13. zu verkaufen.

Im Jahr 1132 traten die Da Passano in den genuesischen Herrschaftsbereich ein, schworen der Stadt die Treue und erhielten im Gegenzug Steuerprivilegien und Rechte.
Die Unzufriedenheit mit den zunehmenden strengeren Maßnahmen der genuesischen Regierung in der Region gab der Familie Malaspina im Jahr 1172 die Gelegenheit, die Männer von Lunigiana, Passano und Lavagna in einem mehrjährigen Konflikt zu vereinen und stellte den letzten Versuch des Feudaladels dar, sich der Herrschaft Genuas zu widersetzen.
Im Jahr 1173 belagerten die Truppen der genuesischen Republik die Burg von Passano, eroberten sie nach acht Tagen, zerstörten sie und setzten die Häuser in Brand. Der Legende nach retteten sich die Da Passano durch einen Tunnel, der zu den Hängen des Bracco führte, an einen Ort, der noch heute Arcapascià (Arche der Passano) genannt wird.
Die genuesische Regierung ergriff daraufhin drastische Maßnahmen gegen die perfiden Passanos, die sie später wieder aufhob und den ehemaligen Herren sogar die Gerichtsbarkeit über die Männer von Passano, Framura, Montale, Castronovo di Salino, Moneglia, Levanto, Carrodano, Mattarana, Groppo, Corvaria, Brugnato, Vernazza, Ponzò, Corniglia und Valveneria zusprach.
Zwischen dem 14. und 15. Jahrhundert verzweigte sich die Familie in verschiedene Linien. Die genueser Linie nahm am politischen Leben der Republik teil.

Andere Familienzweige blieben in ihren alten Sitzen in der Levante von La Spezia,  übten dort auch die lokale Macht aus und unterhielten besondere Beziehungen zur Stadt La Spezia.
Während die landwirtschaftlichen Ressourcen der ursprünglichen Ländereien weiterhin genutzt wurden, verlegte der Levante-Familienzweig im 15. Jahrhundert seine Niederlassung von Passano nach Anzo (heute ein Ortsteil von Framura): Der Ort lag in Küstennähe und damit in einer für den Handel mit Genua und La Spezia günstigen Lage. So errichtete die Familie da Passano dort ein befestigtes Dorf und betrieb als Seeleute und Reeder mit eigenen Schiffen Handel im gesamten Mittelmeerraum. Sie schlossen vorteilhafte Ehen mit Mitgliedern der an der Framura-Küste vorherrschenden Familie Zino.
Anlässlich der von Andrea Doria angeordneten Verfassungsreform im Jahr 1528 wurde die Familie da Passano Teil des genuesischen Patriziats.

## Persönlichkeiten
- Giovanni Gioacchino da Passano war das bedeutendste Mitglied der Familie: Er war ein kampferprobter Soldat und bekleidete diplomatische Posten an den Höfen von Franz I. und Heinrich VIII. Er war zunächst ein Freund und später ein Gegner von Andrea Doria und lebte in La Spezia, wo seine Schwester Giorgetta Battista Oldoini heiratete, der wiederum das Oberhaupt einer der berühmtesten lokalen Familien war.
- Antonio Da Passano (1599–1681), im Jahr 1675 Doge der Republik Genua
- Giulio Cesare Da Passano (1818–1866), Patriot und Politiker
- Gerolamo Da Passano (1818–1889), Pädagoge
- Manfredo Da Passano (1846–1922), Vertreter des liberalen Katholizismus, spielte eine aktive Rolle im politischen und kulturellen Leben des Königreichs Sardinien und später des Königreichs Italien